# Jesús Sánchez (ur. 1984)
Jesús Armando Sánchez Zamudio (ur. 7 marca 1984 w mieście Meksyk) – meksykański piłkarz występujący na pozycji środkowego obrońcy, obecnie zawodnik Veracruz.

## Kariera klubowa
Sánchez pochodzi ze stołecznego miasta Meksyk i jest wychowankiem akademii juniorskiej tamtejszego zespołu Club América. Zanim został włączony do seniorskiej drużyny, przez kilka lat występował w drugoligowych rezerwach ekipy, pełniąc w nich rolę podstawowego zawodnika; najpierw przez rok reprezentował barwy Águilas de la Rivera Maya, następnie występował przez pół roku w CD Zacatepec, a później zanotował sześciomiesięczny pobyt w Socio Águila. Do pierwszej drużyny Amériki został włączony w wieku dwudziestu trzech lat przez szkoleniowca Luisa Fernando Tenę i w meksykańskiej Primera División zadebiutował 5 sierpnia 2007 w zremisowanym 0:0 spotkaniu z Pueblą. W tym samym roku dotarł ze swoją ekipą do finału turnieju Copa Sudamericana, zaś w 2008 roku triumfował ze swoim zespołem w rozgrywkach kwalifikacyjnych do Copa Libertadores – InterLidze. Na dłuższą metę nie potrafił jednak wywalczyć sobie miejsca w pierwszym składzie i pozostawał niemal wyłącznie rezerwowym ekipy.
Wiosną 2011 Sánchez przeszedł do drugoligowego Tiburones Rojos de Veracruz, gdzie występował przez pół roku, będąc głębokim rezerwowym zespołu. W późniejszym czasie został zawodnikiem innego klubu z zaplecza najwyższej klasy rozgrywkowej, CF La Piedad. Tam z kolei od razu wywalczył sobie pewne miejsce w pierwszym składzie i w jesiennym sezonie Apertura 2011 dotarł z nim do finału Liga de Ascenso. Rok później, podczas sezonu Apertura 2012, triumfował natomiast w rozgrywkach drugoligowych, dzięki czemu na koniec rozgrywek 2012/2013 jego zespół awansował do pierwszej ligi. Bezpośrednio po tym sukcesie po raz drugi został zawodnikiem Veracruz, który nabył wówczas licencję La Piedad. W barwach ekipy z portowego miasta strzelił swojego premierowego gola na najwyższym szczeblu rozgrywek, 21 września 2013 w zremisowanym 3:3 meczu z Atlasem.
| Sezon     | Klub                        | Kraj   | Rozgrywki  | Mecze | Bramki |
| --------- | --------------------------- | ------ | ---------- | ----- | ------ |
| 2005/2006 | Águilas de la Riviera Maya  | Meksyk | Ascenso MX | 29    | 0      |
| 2006/2007 | CD Zacatepec                | Meksyk | Ascenso MX | 13    | 0      |
| 2006/2007 | Socio Águila                | Meksyk | Ascenso MX | 16    | 0      |
| 2007/2008 | Club América                | Meksyk | Liga MX    | 17    | 0      |
| 2008/2009 | Club América                | Meksyk | Liga MX    | 22    | 0      |
| 2009/2010 | Club América                | Meksyk | Liga MX    | 7     | 0      |
| 2010/2011 | Club América                | Meksyk | Liga MX    | 2     | 0      |
| 2010/2011 | Tiburones Rojos de Veracruz | Meksyk | Ascenso MX | 1     | 0      |
| 2011/2012 | CF La Piedad                | Meksyk | Ascenso MX | 28    | 1      |
| 2012/2013 | CF La Piedad                | Meksyk | Ascenso MX | 31    | 0      |
| 2013/2014 | Tiburones Rojos de Veracruz | Meksyk | Liga MX    |       |        |